# Lista siturilor arheologice din județul Iași - S
Lista siturilor arheologice din județul Iași - S conține toate siturile arheologice din județul Iași înscrise în Repertoriul Arheologic Național (RAN) și aflate în localități al căror nume începe cu litera S. RAN este administrat de Ministerul Culturii și Patrimoniului Național și cuprinde date științifice, cartografice, topografice, imagini și planuri, precum și orice alte informații privitoare la zonele cu potențial arheologic, studiate sau nu, încă existente sau dispărute.
Puteți căuta un sit din localitățile care încep cu litera S folosind formularul de mai jos sau puteți naviga prin toate siturile din județ la Lista siturilor arheologice din județul Iași.
| Cod RAN                                  | Denumire | Localitate                       | Adresă                        | Datare                            | Descoperit | Coordonate                                  | Imagine           | Erori            |
| ---------------------------------------- | --- | -------------------------------- | ----------------------------- | --------------------------------- | ---------- | ------------------------------------------- | ----------------- | ---------------- |
| 95916.01.01 (Cod LMI: IS-I-m-B-03652.03) | Situl arheologic de la Satu Nou - "Promoroace - Gârla lui Chifor" / ansamblu anonim (Categorie: locuire civilă) (Tip: Așezare)                          | sat Satu Nou, comuna Belcești    | Promoroace - Gârla lui Chifor | sec. II - III                     |            |                                             | Încărcați imagine | Raportați eroare |
| 95916.01.02 (Cod LMI: IS-I-m-B-03652.02) | Situl arheologic de la Satu Nou - "Promoroace - Gârla lui Chifor" / ansamblu anonim (Categorie: locuire civilă) (Tip: Așezare)                          | sat Satu Nou, comuna Belcești    | Promoroace - Gârla lui Chifor | Răducăneni sec. XI - XII          |            |                                             | Încărcați imagine | Raportați eroare |
| 95916.01.03 (Cod LMI: IS-I-m-B-03652.01) | Situl arheologic de la Satu Nou - "Promoroace - Gârla lui Chifor" / ansamblu anonim (Categorie: locuire civilă) (Tip: Așezare)                          | sat Satu Nou, comuna Belcești    | Promoroace - Gârla lui Chifor | sec. XVI - XVII                   |            |                                             | Încărcați imagine | Raportați eroare |
| 98890.02.01 (Cod LMI: IS-I-m-B-03653.05) | Așezarea de la Satu Nou - "Promoroace - Nord" / ansamblu anonim (Categorie: locuire civilă) (Tip: Așezare)                                              | sat Satu Nou, comuna Schitu Duca | Promoroace - Nord             | Cucuteni - A                      |            |                                             | Încărcați imagine | Raportați eroare |
| 98890.02.02 (Cod LMI: IS-I-m-B-03653.04) | Așezarea de la Satu Nou - "Promoroace - Nord" / ansamblu anonim (Categorie: locuire civilă) (Tip: Așezare)                                              | sat Satu Nou, comuna Schitu Duca | Promoroace - Nord             | Cucuteni - AB                     |            |                                             | Încărcați imagine | Raportați eroare |
| 98890.02.03 (Cod LMI: IS-I-m-B-03653.03) | Așezarea de la Satu Nou - "Promoroace - Nord" / ansamblu anonim (Categorie: locuire civilă) (Tip: Așezare)                                              | sat Satu Nou, comuna Schitu Duca | Promoroace - Nord             | sec. II - III                     |            |                                             | Încărcați imagine | Raportați eroare |
| 98890.02.04 (Cod LMI: IS-I-m-B-03653.02) | Așezarea de la Satu Nou - "Promoroace - Nord" / ansamblu anonim (Categorie: locuire civilă) (Tip: Așezare)                                              | sat Satu Nou, comuna Schitu Duca | Promoroace - Nord             | sec. VIII - X                     |            |                                             | Încărcați imagine | Raportați eroare |
| 98890.02.05 (Cod LMI: IS-I-m-B-03653.01) | Așezarea de la Satu Nou - "Promoroace - Nord" / ansamblu anonim (Categorie: locuire civilă) (Tip: Așezare)                                              | sat Satu Nou, comuna Schitu Duca | Promoroace - Nord             | sec.XVI-XVII                      |            |                                             | Încărcați imagine | Raportați eroare |
| 99110.01.01 (Cod LMI: IS-I-m-B-03657.01) | Situl arheologic din epoca medievală de la Sirețel - "Bulgărie" / ansamblu Vatra medievală a satului Sirețel (Categorie: locuire) (Tip: Așezare rurală) | sat Sirețel, comuna Sirețel      | Bulgărie (Grădina CAP)        | sec. XIV - XV, XVI - XVII         |            |                                             | Încărcați imagine | Raportați eroare |
| 99110.01.02 (Cod LMI: IS-I-m-B-03657.02) | Situl arheologic din epoca medievală de la Sirețel - "Bulgărie" / ansamblu anonim (Categorie: locuire) (Tip: Necropolă)                                 | sat Sirețel, comuna Sirețel      | Bulgărie (Grădina CAP)        | sec. XIV - XV, XVI - XVII         |            |                                             | Încărcați imagine | Raportați eroare |
| 99110.01.03 (Cod LMI: IS-I-m-B-03657.03) | Situl arheologic din epoca medievală de la Sirețel - "Bulgărie" / ansamblu anonim (Categorie: locuire) (Tip: Așezare)                                   | sat Sirețel, comuna Sirețel      | Bulgărie (Grădina CAP)        | sec.IV                            |            |                                             | Încărcați imagine | Raportați eroare |
| 99110.02.01 (Cod LMI: IS-I-m-B-03658.02) | Situl arheologic de la Sirețel - "Sărături" / ansamblu anonim (Categorie: locuire civilă) (Tip: Așezare)                                                | sat Sirețel, comuna Sirețel      | Sărături                      | geto-dacică sec. III - II a. Chr. |            |                                             | Încărcați imagine | Raportați eroare |
| 99110.02.02 (Cod LMI: IS-I-m-B-03658.01) | Situl arheologic de la Sirețel - "Sărături" / ansamblu anonim (Categorie: locuire civilă) (Tip: Așezare)                                                | sat Sirețel, comuna Sirețel      | Sărături                      | sec. VIII - IX                    |            |                                             | Încărcați imagine | Raportați eroare |
| 95854.01.01 (Cod LMI: IS-I-m-B-03656.02) | Situl arheologic de la Sârca - vatra satului / ansamblu anonim (Categorie: locuire civilă) (Tip: Așezare)                                               | sat Sârca, comuna Bălțați        |                               | geto-dacică                       |            |                                             | Încărcați imagine | Raportați eroare |
| 95854.01.02 (Cod LMI: IS-I-m-B-03656.01) | Situl arheologic de la Sârca - vatra satului / ansamblu anonim (Categorie: locuire civilă) (Tip: Așezare)                                               | sat Sârca, comuna Bălțați        |                               | sec. XVI - XVII                   |            |                                             | Încărcați imagine | Raportați eroare |
| 98907.01.01 (Cod LMI: IS-I-m-B-03659.01) | Cetatea Latene de la Slobozia - "La Șanțuri" / ansamblu anonim (Categorie: locuire civilă) (Tip: Cetate)                                                | sat Slobozia, comuna Schitu Duca | La Șanțuri                    | geto-dacică                       |            |                                             | Încărcați imagine | Raportați eroare |
| 98907.01.02 (Cod LMI: IS-I-s-B-03659)    | Cetatea Latene de la Slobozia - "La Șanțuri" / ansamblu anonim (Categorie: locuire civilă) (Tip: Așezare)                                               | sat Slobozia, comuna Schitu Duca | La Șanțuri                    | Cucuteni                          |            |                                             | Încărcați imagine | Raportați eroare |
| 98907.01.03 (Cod LMI: IS-I-m-B-03659.03) | Cetatea Latene de la Slobozia - "La Șanțuri" / ansamblu anonim (Categorie: locuire civilă) (Tip: Așezare)                                               | sat Slobozia, comuna Schitu Duca | La Șanțuri                    | gravettian                        |            |                                             | Încărcați imagine | Raportați eroare |
| 97036.01.01 (Cod LMI: IS-I-m-B-03660.09) | Situl arheologic de la Spinoasa - "Poala Catargului" / ansamblu anonim (Categorie: locuire civilă) (Tip: Așezare)                                       | sat Spinoasa, comuna Erbiceni    | Poala Catargului              |                                   |            |                                             | Încărcați imagine | Raportați eroare |
| 97036.01.02 (Cod LMI: IS-I-m-B-03660.08) | Situl arheologic de la Spinoasa - "Poala Catargului" / ansamblu anonim (Categorie: locuire civilă) (Tip: Așezare)                                       | sat Spinoasa, comuna Erbiceni    | Poala Catargului              | Cucuteni - A                      |            |                                             | Încărcați imagine | Raportați eroare |
| 97036.01.03 (Cod LMI: IS-I-m-B-03660.07) | Situl arheologic de la Spinoasa - "Poala Catargului" / ansamblu anonim (Categorie: locuire civilă) (Tip: Așezare)                                       | sat Spinoasa, comuna Erbiceni    | Poala Catargului              | Cucuteni - B                      |            |                                             | Încărcați imagine | Raportați eroare |
| 97036.01.04 (Cod LMI: IS-I-m-B-03660.06) | Situl arheologic de la Spinoasa - "Poala Catargului" / ansamblu anonim (Categorie: locuire civilă) (Tip: Așezare)                                       | sat Spinoasa, comuna Erbiceni    | Poala Catargului              | Noua                              |            |                                             | Încărcați imagine | Raportați eroare |
| 97036.01.05 (Cod LMI: IS-I-m-B-03660.05) | Situl arheologic de la Spinoasa - "Poala Catargului" / ansamblu anonim (Categorie: locuire civilă) (Tip: Așezare)                                       | sat Spinoasa, comuna Erbiceni    | Poala Catargului              |                                   |            |                                             | Încărcați imagine | Raportați eroare |
| 97036.01.06 (Cod LMI: IS-I-m-B-03660.04) | Situl arheologic de la Spinoasa - "Poala Catargului" / ansamblu anonim (Categorie: locuire civilă) (Tip: Așezare)                                       | sat Spinoasa, comuna Erbiceni    | Poala Catargului              | geto-dacică                       |            |                                             | Încărcați imagine | Raportați eroare |
| 97036.01.07 (Cod LMI: IS-I-m-B-03660.03) | Situl arheologic de la Spinoasa - "Poala Catargului" / ansamblu anonim (Categorie: locuire civilă) (Tip: Așezare)                                       | sat Spinoasa, comuna Erbiceni    | Poala Catargului              | sec. II - III                     |            |                                             | Încărcați imagine | Raportați eroare |
| 97036.01.08 (Cod LMI: IS-I-m-B-03660.02) | Situl arheologic de la Spinoasa - "Poala Catargului" / ansamblu anonim (Categorie: locuire civilă) (Tip: Așezare)                                       | sat Spinoasa, comuna Erbiceni    | Poala Catargului              | sec. IV                           |            |                                             | Încărcați imagine | Raportați eroare |
| 97036.01.09 (Cod LMI: IS-I-m-B-03660.01) | Situl arheologic de la Spinoasa - "Poala Catargului" / ansamblu anonim (Categorie: locuire civilă) (Tip: Așezare)                                       | sat Spinoasa, comuna Erbiceni    | Poala Catargului              |                                   |            |                                             | Încărcați imagine | Raportați eroare |
| 96414.01.01 (Cod LMI: IS-I-m-B-03661.02) | Situl arheologic de la Stânca - "La Șipoțel" / ansamblu anonim (Categorie: locuire civilă) (Tip: Așezare)                                               | sat Stânca, comuna Comarna       | La Șipoțel                    | geto-dacică sec. III - II a. Chr. |            |                                             | Încărcați imagine | Raportați eroare |
| 96414.01.02 (Cod LMI: IS-I-m-B-03661.01) | Situl arheologic de la Stânca - "La Șipoțel" / ansamblu anonim (Categorie: locuire civilă) (Tip: Așezare)                                               | sat Stânca, comuna Comarna       | La Șipoțel                    | sec. IV                           |            |                                             | Încărcați imagine | Raportați eroare |
| 98925.01.01                              | Așezarea Cucuteni de la Scânteia - "La Nuci" / ansamblu anonim (Categorie: locuire civilă) (Tip: Așezare)                                               | sat Scânteia, comuna Scânteia    | La Nuci                       | Cucuteni - A3                     | 1985       | 46°54′54″N 27°35′35″E / 46.915°N 27.59306°E | Încărcați imagine | Raportați eroare |
| 99003.01.01                              | Situl arheologic de la Scobinți / ansamblu anonim (Categorie: așezare) (Tip: așezare)                                                                   | sat Scobinți, comuna Scobinți    | Dealul Basaraba               | Cucuteni                          |            |                                             | Încărcați imagine | Raportați eroare |
| 99003.01.02                              | Situl arheologic de la Scobinți / ansamblu anonim (Categorie: așezare) (Tip: Așezare)                                                                   | sat Scobinți, comuna Scobinți    | Dealul Basaraba               | geto-dacică                       |            |                                             | Încărcați imagine | Raportați eroare |
| 99003.01.03                              | Situl arheologic de la Scobinți / ansamblu anonim (Categorie: așezare) (Tip: Așezare)                                                                   | sat Scobinți, comuna Scobinți    | Dealul Basaraba               | sec. XVI-XVII                     |            |                                             | Încărcați imagine | Raportați eroare |
| 95916.03.01 (Cod LMI: IS-I-m-B-03654.06) | Situl arheologic de la Satu Nou - "Șesul lui Ștefan" / ansamblu anonim (Categorie: locuire civilă) (Tip: Așezare)                                       | sat Satu Nou, comuna Belcești    | Șesul lui Ștefan              | Mormintelor cu ocru               |            |                                             | Încărcați imagine | Raportați eroare |
| 95916.03.02 (Cod LMI: IS-I-m-B-03654.05) | Situl arheologic de la Satu Nou - "Șesul lui Ștefan" / ansamblu anonim (Categorie: locuire civilă) (Tip: Așezare)                                       | sat Satu Nou, comuna Belcești    | Șesul lui Ștefan              | Noua                              |            |                                             | Încărcați imagine | Raportați eroare |
| 95916.03.03 (Cod LMI: IS-I-s-B-03654)    | Situl arheologic de la Satu Nou - "Șesul lui Ștefan" / ansamblu anonim (Categorie: locuire civilă) (Tip: Așezare)                                       | sat Satu Nou, comuna Belcești    | Șesul lui Ștefan              | geto-dacică                       |            |                                             | Încărcați imagine | Raportați eroare |
| 95916.03.04 (Cod LMI: IS-I-m-B-03654.04) | Situl arheologic de la Satu Nou - "Șesul lui Ștefan" / ansamblu anonim (Categorie: locuire civilă) (Tip: Așezare)                                       | sat Satu Nou, comuna Belcești    | Șesul lui Ștefan              | sec. II - III                     |            |                                             | Încărcați imagine | Raportați eroare |
| 95916.03.05 (Cod LMI: IS-I-m-B-03654.03) | Situl arheologic de la Satu Nou - "Șesul lui Ștefan" / ansamblu anonim (Categorie: locuire civilă) (Tip: Așezare)                                       | sat Satu Nou, comuna Belcești    | Șesul lui Ștefan              | sec. IV                           |            |                                             | Încărcați imagine | Raportați eroare |
| 95916.03.06 (Cod LMI: IS-I-m-B-03654.02) | Situl arheologic de la Satu Nou - "Șesul lui Ștefan" / ansamblu anonim (Categorie: locuire civilă) (Tip: Așezare)                                       | sat Satu Nou, comuna Belcești    | Șesul lui Ștefan              | sec. V - VI                       |            |                                             | Încărcați imagine | Raportați eroare |
| 95916.03.07 (Cod LMI: IS-I-m-B-03654.01) | Situl arheologic de la Satu Nou - "Șesul lui Ștefan" / ansamblu anonim (Categorie: locuire civilă) (Tip: Așezare)                                       | sat Satu Nou, comuna Belcești    | Șesul lui Ștefan              |                                   |            |                                             | Încărcați imagine | Raportați eroare |
| 96708.01.01 (Cod LMI: IS-I-m-B-03655.04) | Situl arheologic de la Săcărești - "Laiu" / ansamblu anonim (Categorie: locuire civilă) (Tip: Așezare)                                                  | sat Săcărești, comuna Cucuteni   | Laiu                          |                                   |            |                                             | Încărcați imagine | Raportați eroare |
| 96708.01.03 (Cod LMI: IS-I-m-B-03655.02) | Situl arheologic de la Săcărești - "Laiu" / ansamblu anonim (Categorie: locuire civilă) (Tip: Așezare)                                                  | sat Săcărești, comuna Cucuteni   | Laiu                          | Răducăneni sec. XI - XII          |            |                                             | Încărcați imagine | Raportați eroare |
| 96708.01.04 (Cod LMI: IS-I-m-B-03655.01) | Situl arheologic de la Săcărești - "Laiu" / ansamblu anonim (Categorie: locuire civilă) (Tip: Așezare)                                                  | sat Săcărești, comuna Cucuteni   | Laiu                          | sec. XV                           |            |                                             | Încărcați imagine | Raportați eroare |
| 96708.01.02 (Cod LMI: IS-I-m-B-03655.03) | Situl arheologic de la Săcărești - "Laiu" / ansamblu anonim (Categorie: locuire civilă) (Tip: Așezare)                                                  | sat Săcărești, comuna Cucuteni   | Laiu                          | sec.II-III                        |            |                                             | Încărcați imagine | Raportați eroare |